# Aeroportul South Lewis County
Aeroportul South Lewis County (IATA: TDO, ICAO: KTDO, FAA LID: TDO) este un aeroport din Washington, Statele Unite ale Americii ce deservește zona Comitatul Lewis, Washington. A fost numit după zona deservită.
Situat la o altitudine de 114 m, aeroportul dispune de 1 pistă.

## Infrastructură

### Piste
Aeroportul dispune de o singură pistă. Pista 06/24 are suprafața de asfalt și dimensiunile 4.479 picioare × 150 picioare. 